# 滚珠轴承电动机
滚珠轴承电动机是一种十分特殊的电动机。这种电动机一般由两个滚珠轴承组成，滚珠轴承的内环与一根导电的长轴相连，外环接低压但高电流电源。这种电动机还有另外一种带有绝缘部分的构造。电动机的旋转方向由它的初始旋转方向决定。
这种电动机与一般的电机不同，它不需要磁场，而靠电流产生的热来使之旋转。